# Vita Nuova

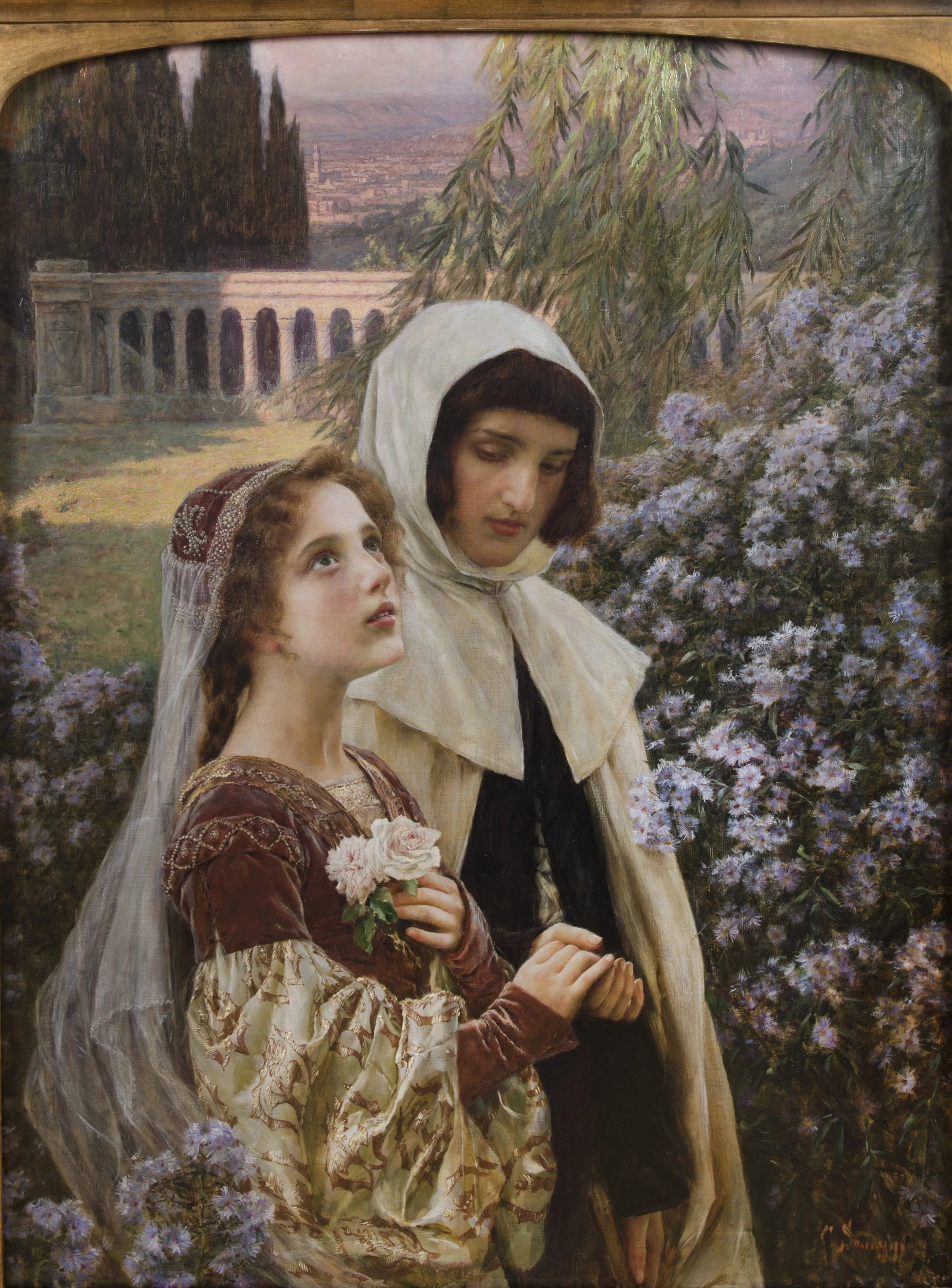
Dante e Beatrice no jardim, 1903, obra de estilo pré-rafaelita do pintor Cesare Saccaggi de Tortona

La Vita Nuova és una de les obres poètiques claus de Dante Alighieri, perquè en ella usa una llengua vulgar i no el llatí per escriure literatura, com després faria també a la Divina Comèdia, a la qual prefigura. El llibre, publicat en 1295, és un poemari on es narra la vida de l'autor, especialment l'amor per Beatriu. Consta de diversos poemes comentats pel mateix autor, de manera que esdevé un tractat de teoria literària de l'escriptor.
Hi ha una traducció al català feta per Manuel de Montoliu, revisada i reeditada el 1999 per Quaderns Crema amb el títol Vida nova (sense l'article). L'any 2021,  Adesiara en va publicar la traducció a cura de  Rossend Arqués.

## Argument
El poeta coneix Beatriu quan els dos són nens petits i se n'enamora immediatament. La seva vida es transforma (d'aquí el títol) per aquest amor idealitzat, que a vegades intenta amagar fent veure que pretén altres dones. La mort de la dama fa que el narrador se sumeixi en el dolor i després d'una visió, decideix dedicar tota la seva vida al record i exaltació de la seva musa (que llavors no està morta del tot, ja que roman en la memòria de Dante).

## Anàlisi
L'amor per la dama exemplifica la transició entre l'amor cortès medieval i el dolce stil nuovo, amb una forta idealització de la dama, que s'assimila a un ésser angèlic i diví. La varietat mètrica i els neologismes en el toscà fan de l'obra un valuós document sobre la literatura de l'època, anticipant el renaixement italià.
S'aprecia la influència de la Consolació de la filosofia, ja que l'autor busca el refugi en la literatura davant la mort. També es detecten les traces de les Confessions agustinianes, pel format autobiogràfic del llibre.